# Jan Staniszewski (lekkoatleta)

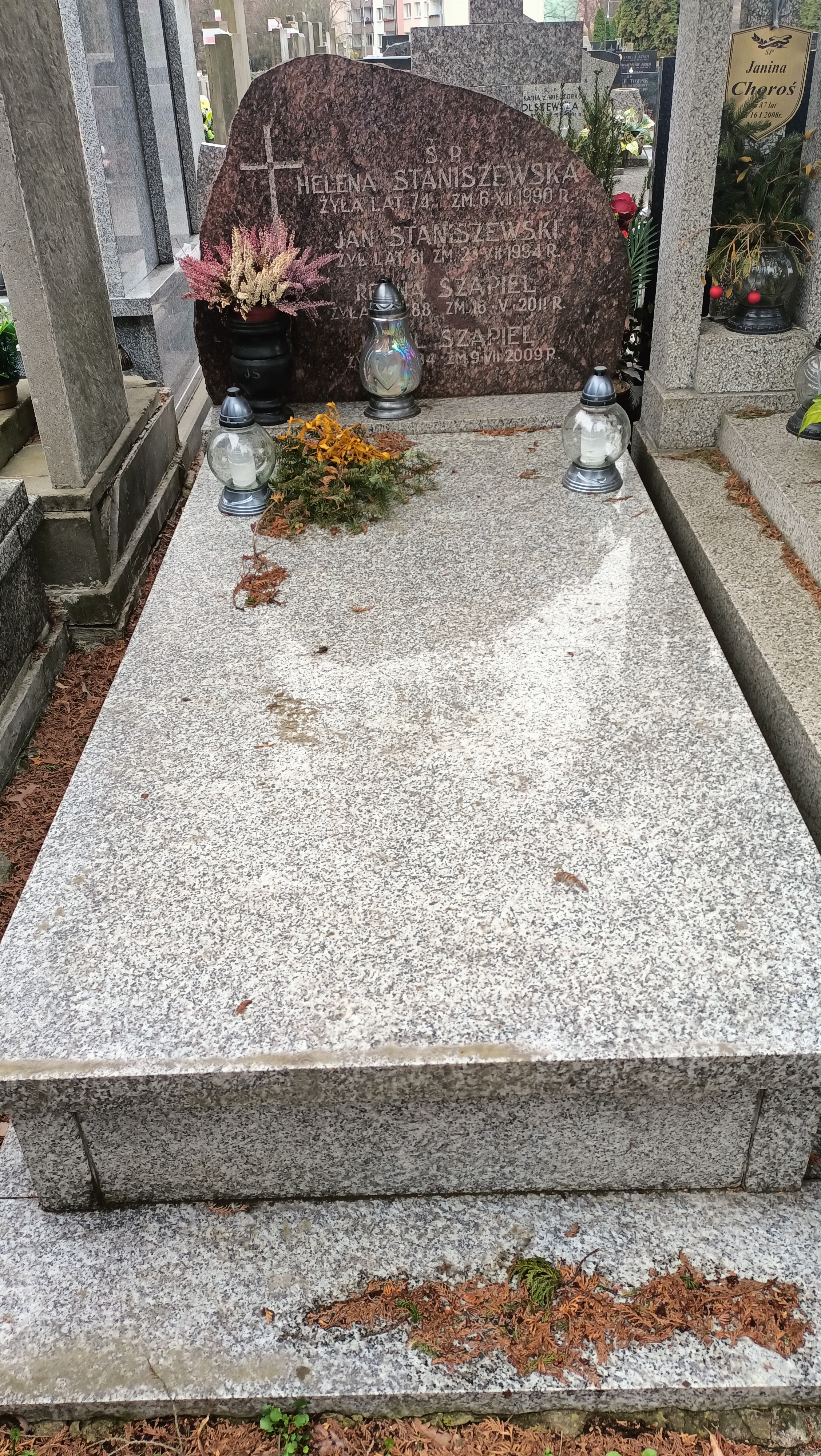
Grób Jana Staniszewskiego na Cmentarzu Wawrzyszewskim w Warszawie

Jan Staniszewski (ur. 18 maja 1913 w Świsłoczy – obecnie Białoruś, obwód grodzieński, zm. 23 lipca 1994 w Warszawie) – polski lekkoatleta, biegacz średniodystansowiec. Zawodnik Syreny Warszawa.
Od 1936 roku trenowany przez Stanisława Petkiewicza. Największe sukcesy osiągał w latach 1938 i 1939:
- 2 krotny Mistrz Polski w biegu na 800 m w latach 1938 i 1939
- 2 krotny Mistrz Polski w biegu na 1500 m w latach 1938 i 1939
- Halowy Mistrz Polski w biegu na 800 m z roku 1938
- Międzynarodowy Wicemistrz Anglii w biegu na 1 milę z 1939
- Zwycięzca biegów na 1500m rozgrywanych podczas międzynarodowych meczów z Francją, Niemcami, Norwegią i Litwą.
- Brązowy medalista Bałtyckich Igrzysk Lekkoatletycznych Malmö 1939 w biegu na 1500 m.
- Uczestnik Mistrzostw Europy 1938 (6. miejsce w biegu na 1500 m)

Na polskich bieżniach rywalizował m.in.: z Kazimierzem Kucharskim, Wacławem Gąssowskim, Wacławem Soldanem, Józefem Nojim.
W dekadzie 1930–1939 legitymował się drugim w Polsce czasem na dystansie 1500 m, wynoszącym 3:54,2s.
Obiecująco rozwijająca się kariera sportowa została przerwana przez wybuch II wojny światowej. Wojna zniszczyła marzenia o starcie w Olimpiadzie w Helsinkach w 1940 roku oraz o ustanowieniu rekordu Polski w biegu na 1500m.
Po wojnie wrócił do biegania. Zdobył 4 tytuły Mistrza Polski w biegach na 800 i 1500m. Po zakończeniu startów przez kilka lat pracował jako trener by w latach 50. ostatecznie odejść od sportu.
Zmarł 23 lipca 1994 i został pochowany na  cmentarzu wawrzyszewskim w Warszawie.